# Helminthope psammobionta
Helminthope psammobionta är en snäckart som beskrevs av Luitfried von Salvini-Plawen 1991. Helminthope psammobionta ingår i släktet Helminthope och familjen Rhodopidae. Inga underarter finns listade i Catalogue of Life.